# Stev Theloke
Stev Theloke (Alemania, 18 de enero de 1978) es un nadador alemán especializado en pruebas de estilo espalda, donde consiguió ser medallista de bronce olímpico en 2000 en los 100 metros.

## Carrera deportiva
En los Juegos Olímpicos de Sídney 2000 ganó la medalla de bronce en los 100 metros espalda, con un tiempo de 54.82 segundos, tras el estadounidense Lenny Krayzelburg y el australiano Matt Welsh; también ganó el bronce en los relevos 4 x 100 metros estilos, con un tiempo de 3:35.88 segundos que fue récord de Europa, tras Estados Unidos y Australia.